# Drahdiwaberl
Drahdiwaberl war eine vom Wiener Aktionismus beeinflusste, anarchistische, politisch linke Hard Rock/Punk-Band, die 1969 in Österreich von Stefan Weber gegründet wurde. Ihr Markenzeichen waren schrille, exzessive Auftritte gegen das Spießbürgertum und dessen moralische Vorstellungen. Von 1981 bis 1995 stand die Band bei dem österreichischen Label GIG Records unter Vertrag. Nach dem Tod des Bandleaders Stefan Weber im Juni 2018 fand zum 50-jährigen Bandjubiläum am 5. Oktober 2019 ein Abschiedskonzert im Wiener Gasometer statt.

## Bandname
Der Name des Rock-Kabaretts Drahdiwaberl leitet sich von der Dialektbezeichnung für einen Kreisel ab. Umgangssprachlich bezeichnet der Begriff auch einen Opportunisten.

## Allgemeines über die Band
Stefan Weber, damals noch Student an der Akademie der Bildenden Künste Wien, war Mitwirkender bei den linksgerichteten Studentenbewegungen der 68er-Generation in Wien und wollte mit Drahdiwaberl ein bewusst linksgerichtetes Sprachrohr bilden. Einen wichtigen Einfluss auf die Band hatte der Wiener Aktionismus. Das Brechen von Tabus und provokante Auftritte entwickelten sich im Laufe der Jahre zum Hauptausdrucksmittel. So kam es bei Konzerten immer wieder zum Eklat, da im Zuge der Bühnenshow Geschlechtsverkehr betrieben wurde, die Musiker sich im Dreck und in Essensresten suhlten und namhafte Politiker bizarr persiflierten. Stefan Weber sagte 2005 in einem Interview mit dem ORF:

„Es war schon immer mein Ziel, Drahdiwaberl zur extremsten und obszönsten Band zu machen – und ich glaube, das haben wir geschafft!“

Die linksorientierten Texte der Band bezogen sich quer durch die Schaffensjahre fast immer auf aktuelle politische Geschehnisse, immer mit einem Hauch Zynismus und schwarzem Humor. Themen, mit denen sich die Band immer wieder auseinandersetzt, sind unter anderem Rassismus in Österreich, die deutsche RAF (Baader-Meinhof-Gruppe), die FPÖ und George W. Bush.
Bemerkenswert ist der häufige Wechsel der Gruppenmitglieder, vor allem in den ersten zehn Jahren. Neben Stefan Weber, Thomas Rabitsch, Helmut Bibl, Fredl Petz, Silvia Glauder, Chris Bauer, Heinz Nessizius und Polio Brezina – den einzig fixen Mitgliedern über mehrere Jahre – spielten bereits über 40 verschiedene Musiker in der Band. Drahdiwaberl arbeitete auch mit anderen berühmten Musikern zusammen, wie etwa Falco, Jazz Gitti, Dana Gillespie und Markus Spiegel.
Von 1982 bis 2007 arbeitete die Band an dem Film Weltrevolution (eine filmische Geschichte über Drahdiwaberl), welcher 2008 beim 37. Filmfestival in Rotterdam Premiere feierte.

## Geschichte
Die Band ging aus der Band Wabb’s Crew hervor, die von Stefan Weber Mitte der 1960er Jahre gegründet wurde. In den frühen Jahren war Drahdiwaberl in erster Linie eine Coverband, die Musikstücke von Bands wie Led Zeppelin, Rolling Stones und The Beatles in deutscher Sprache interpretierte. 1974 trat mit dem Ausstieg von Teilen der Band, etwa den Gebrüdern Rabitsch, die mit der Kommerzband Spinning Wheel Erfolge verbuchen wollten, eine erste Schaffenskrise und Bandpause ein. Nachdem Stefan Weber 1977 in London Konzerte der Tubes und von Alberto Y Los Trios Paranoias gesehen hatte, wurde Drahdiwaberl von ihm als über 20-köpfiges Schock-Ensemble wiederbelebt. 1978 trat Falco, damals noch als Hans Hölzel, dem Rock-Kabarett bei.
Ein Jahr später wurde vom österreichischen Label Breaking Records der Punkmusiksampler Wiener Blutrausch veröffentlicht, zu welchem die Band drei Lieder beisteuerte.
1981 nahm Markus Spiegel die Band bei GIG Records unter Vertrag. Auf diesem Label veröffentlichte die Band, beginnend mit Psychoterror 1981, insgesamt vier Alben, von denen sich drei in den Top Ten der heimischen Verkaufscharts platzierten. Trotz dieses Erfolges wurde die Band bis 1983 vom österreichischen Rundfunksender ORF boykottiert. Als die Band allerdings einen Auftritt in der berühmten Serie Kottan ermittelt hatte und kurze Zeit später mit Lukas Resetarits die Single Lonely veröffentlichte, die ihnen einen nationalen Hit einbrachte, wurde der Boykott gelöst.
Die Tourneen führten die Band oftmals durch ganz Österreich über Deutschland und die Schweiz bis nach Kroatien. Ende 1983 stieg Falco aus der Band aus. Da der Erfolg der Band ab 1985 immer mehr nachließ, entschloss sich Weber, die Band 1989 aufzulösen. Das letzte Konzert im Wiener Messepalast wurde mitgeschnitten und als Live-VHS-Kassette veröffentlicht.
Zwei Jahre später bekam Stefan Weber vom New Yorker New Music Seminar die Einladung, vor rund 10.000 Zuschauern aufzutreten. Dafür holte er einige alte Bandkollegen zurück und formierte Drahdiwaberl neu. Der Auftritt wurde zum Skandal, da die Band mit ihrer regulären Bühnenshow auftrat – auch in der heimischen Presse wurde davon berichtet. 1994 wurde das fünfte Album veröffentlicht, auf dessen nachfolgenden kommerziellen Misserfolg der Bruch mit ihrem Label folgte. In den späteren 1990er Jahren war die Band auch als Produzent tätig, so wurde der Sampler Oh Jesus von Stefan Weber produziert und veröffentlicht. Das sechste Album wurde im Jahr 2000 fertiggestellt und den Fans zugänglich gemacht, es war die erste Veröffentlichung auf einem Independent-Label. 2003 musste Stefan Weber vor Gericht, weil er auf einem Konzert mit einem Colt mit Platzpatronen auftrat, er wurde jedoch freigesprochen. 2005 wurde Weber für sein bisheriges Lebenswerk mit einem Amadeus Austrian Music Award ausgezeichnet, hierbei kündigte er das erste Mal öffentlich die Planung eines Drahdiwaberl-Filmes an.
Nach der Veröffentlichung von Sitzpinkler tourte die Band das erste Mal seit den 80er Jahren wieder durch Deutschland.
2008 wurde schließlich der Film Weltrevolution fertiggestellt und veröffentlicht. Seitdem ist es ruhig um die Band geworden. Offiziell aufgelöst wurde sie nie. Stefan Weber starb am 7. Juni 2018. Das vorletzte Konzert fand am 5. Dezember 2009 im Wiener Gasometer statt. Während des Konzerts kündigten einige Mitglieder an, dass sie sich zurückziehen wollten.
Das vorerst letzte Konzert fand am 11. Mai 2013, im Rahmen des Into the City Open Air, statt.

## Stil

### Musik
Musikalisch ist Drahdiwaberl schwer einzuordnen. Grund dafür ist unter anderem die stetig wechselnde Bandbesetzung. Schon in den ersten Jahren zeichneten sich die Stücke durch ein hohes Maß an Individualität aus, obwohl die Band fast ausschließlich Coverversionen berühmter Rock-’n’-Roll-Stücke vortrug. Durch die bizarre Vermischung aus Jazz und Blues waren viele Stücke kaum wiederzuerkennen. In den 1970er Jahren widmete sich die Band mit ihren politischen und aggressiven Texten dem Punkrock, maßgeblich in dieser Zeit waren verzerrte und absichtlich schlecht gestimmte E-Gitarren und der eher zurückhaltende Einsatz des Schlagzeugs. Ende der 1970er Jahre musizierte die Drahdiwaberl auch mit einem Einschlag aus dem Psychedelic Rock, vor allem der Gebrauch von Effektgeräten und das Keyboardspiel von Thomas Rabitsch prägten die Musik. Auch Wolfgang Staribacher verlieh den Stücken mit seinem Saxophonspiel eine eigene Note. Mit Beitritt des Gitarristen Wolfgang Blümel und dem Sänger Chris Bauer bewegte sich die Band mit einigen ihrer Songstrukturen in Richtung Heavy Metal.
Dieser breiten Stilvielfalt blieb die Band in den ganzen 1980er Jahren weitgehend treu, manche Alben wurden durch Non-Music und Chanson-Stücke ergänzt, in denen Politiker und soziale Situationen persifliert wurden.
Das Album Sperminator aus dem Jahr 1995 stellt eine mit schwarzem Humor gezeichnete Parodie der Schlagermusik dar. Es kommt eine Ziehharmonika zum Einsatz und die Songstrukturen sind sehr einfach gehalten. Einige Stücke des Albums tanzen allerdings aus der Reihe (Killen Killen Killen, Censor Me) und sind eher avantgardistisch.
Die beiden späten Alben Torte statt Worte und Sitzpinkler sind geprägt von der Neuen Deutschen Härte. Diese Schaffensphase dominieren der massive Einsatz von elektronischen Klängen (Keyboard) und die stark verzerrten E-Gitarren sowie durchgehende Songstrukturen.
Auch waren sehr viele Sängerinnen und Sänger bei Drahdiwaberl – und so sind vom leisen Flüstern einiger Gastsänger bis hin zu Webers aggressivem Gutturalem Gesang viele verschiedene Gesangstechniken enthalten.

### Live
Der breiten Öffentlichkeit wurde Drahdiwaberl vor allem durch ihre Liveauftritte bekannt. Weber betonte immer, etwas für das Publikum tun zu wollen, damit es unterhalten würde. So entschied sich die Band, ihre Auftritte mit einer grellen Show zu begleiten. Der erste Eklat wurde 1972 verursacht, als die Band während eines Konzertes im Audimax der Universität Wien ein gebratenes Schwein tranchierte. Da die Show Aufmerksamkeit erregte, entschloss man sich, diese noch zu erweitern und orientierte sich dabei am Wiener Aktionismus. So wurden etwa Dinge wie Elektrogeräte oftmals auf der Bühne zerstört, mit abgelaufenen Essensresten geworfen oder auch als rassistisch empfundene Printmedien wie die Kronen Zeitung zerrissen und darauf uriniert.
Da das Publikum darauf sehr positiv reagierte und bei Konzerten hin und wieder Leute während des Auftritts auf die Bühne kamen und mitmachen wollten, entschied sich die Band, auch mit Akteuren aufzutreten. So waren bei einigen Konzerten neben der Band mehr als 30 Akteure darunter (Jazz Gitti 1981–1983, Christa Urbanek 1985–2008) auf der Bühne, die Geschlechtsverkehr betrieben, Politiker durch Sketche persiflierten und sogar ins Publikum urinierten oder koteten. Häufig endeten Shows wie der Auftritt 1981 in der Wiener Stadthalle (bei dem ein Lokalpolitiker von Teilen eines Suppenhuhns getroffen wurde), mit Hausverboten und Sanktionen seitens der Veranstalter.
Das erste Konzert nach der Wiedervereinigung der Band im Palladium in New York sorgte für einen internationalen Skandal, da die Band einen Gangbang organisierte, bei dem die Beteiligten Masken namhafter Politiker trugen. Medien wie die New York Times, Bild und The Sun berichteten von diesem Konzert.

## Diskografie

### Studioalben
- 1981: Psychoterror
- 1982: Mc Ronalds Massaker
- 1983: Werwolfromantik
- 1986: Jeannys Rache
- 1994: Sperminator
- 2000: Torte statt Worte
- 2004: Sitzpinkler

### Livealben und Sampler
- 1984: Wer hat hier Pfui geschrien? (Live-Doppelalbum)
- 1990: Reif für den Pepi – Das letzte Konzert (Livealbum)
- 1991: The Worst of Drahdiwaberl (Compilation mit Live- und Studiomaterial)
- 1997: Die letzte Ölung – The Best of Drahdiwaberl (Best-of)
- 1997: Die größten Hits der 80er und 90er aus Österreich - Drahdiwaberl (CD)
- 2005: Austropop Kult – Drahdiwaberl (CD)
- 2011: Schmutz und Schund (3-CD-Box, Best-of)

### Singles
- 1981: Lodenfreak
- 1982: Heavy Metal Holocaust
- 1982: Supersheriff
- 1983: Lonely (mit Lukas Resetarits)
- 1983: Plöschberger
- 1983: Die Galeere (mit Falco)
- 1985: Mulatschag
- 1988: Greif hier nicht her (mit Dana Gillespie)

### Videoalben
- 1990: Das letzte Konzert (VHS)
- 1991: Drahdiwaberl Live in New York (VHS)

### Sampler mit neuen Beiträgen
- 1979: Wiener Blutrausch (LP + CD)
- 1996: Oh Jesus! Das Beste aus den ersten 100 Jahren (CD) „Scheiß-CD“

### Filme
- 2008: Weltrevolution (2011 auf DVD veröffentlicht)[18]